# Motorola 68000

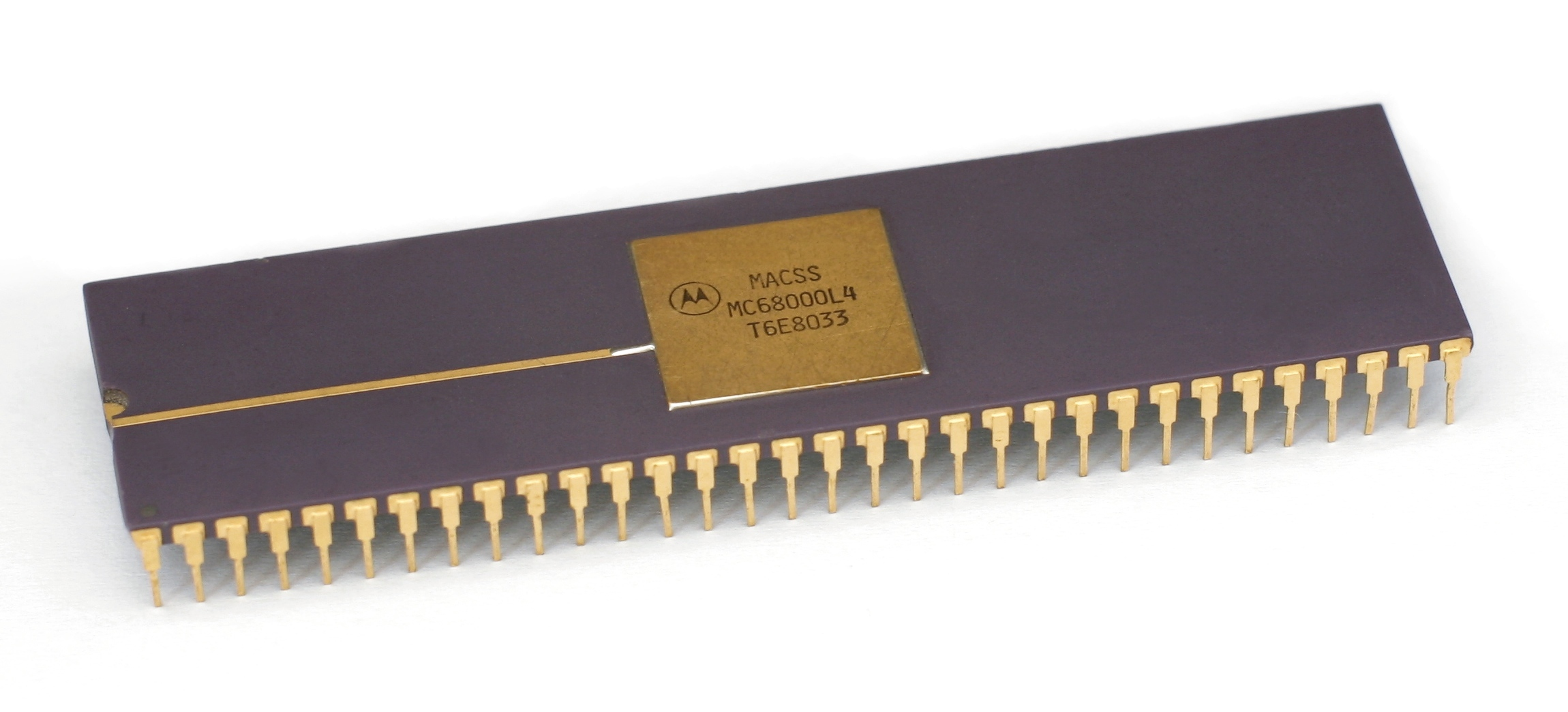
El xip MC68000.

El Motorola 68000 (MC68000), una referència al nombre de transistors de què és compost, és un microprocessador de 16/32 desenvolupat per Freescale Semiconductor (anteriorment Motorola Semiconductor Products Sector) i fet servir, entre d'altres, als Commodore Amiga, Atari ST i els primers Macintosh.
El MC68000 va ser llançat al mercat el 1980 i és el primer d'una família de microprocessadors que és formada pels Motorola 68008, Motorola 68010, Motorola 68020, Motorola 68030, Motorola 68040 i Motorola 68060. Aquesta família de processadors sovint és designada pel terme genèric 680x0, m68k, 68k o família 68000.
L'arquitectura de joc d'instruccions és de 32 bits, mostrant una visió de futur impressionant. Aquesta arquitectura es troba, encara avui, en ús.